# جانيت تايلر
جانيت تايلر (بالإنجليزية: Janet Tyler)‏ هي ممرضة أسترالية، ولدت في 1933.